# Formule de Baker-Campbell-Hausdorff
En mathématiques, la formule de Baker-Campbell-Hausdorff est la solution Z de l'équation :
{\displaystyle \mathrm {e} ^{Z}=\mathrm {e} ^{X}\mathrm {e} ^{Y}},
où {\displaystyle X}, {\displaystyle Y} et {\displaystyle Z} sont des matrices, ou plus généralement des éléments d'une algèbre de Lie d'un groupe de Lie.

## Expression

### Énoncé général
Avec les crochets de Lie, la formule de Baker-Campbell-Hausdorff s'écrit :
{\displaystyle Z=X+Y+{\frac {1}{2}}[X,Y]+{\frac {1}{12}}([X,[X,Y]]-[Y,[X,Y]])+\ldots }
Une formule reliée est la formule de Zassenhaus :
{\displaystyle \mathrm {e} ^{X+Y}=\mathrm {e} ^{X}~\mathrm {e} ^{Y}~\mathrm {e} ^{-{\frac {1}{2}}[X,Y]}~\mathrm {e} ^{{\frac {1}{6}}(2[Y,[X,Y]]+[X,[X,Y]])}~\mathrm {e} ^{{\frac {-1}{24}}([[[X,Y],X],X]+3[[[X,Y],X],Y]+3[[[X,Y],Y],Y])}\cdots }

### Cas particuliers
Lorsque {\displaystyle X}et {\displaystyle Y} commutent, on a {\displaystyle \mathrm {e} ^{X+Y}=\mathrm {e} ^{X}\mathrm {e} ^{Y}}.
Lorsque {\displaystyle X} et {\displaystyle Y} commutent avec leur commutateur (c'est-à-dire {\displaystyle [X,[X,Y]]=[Y,[X,Y]]=0}) le résultat se restreint à la formule dite de Glauber :
{\displaystyle \mathrm {e} ^{X+Y}=\mathrm {e} ^{X}~\mathrm {e} ^{Y}~\mathrm {e} ^{-{\frac {1}{2}}[X,Y]}}.
Ce cas particulier est souvent utile en physique quantique avec les opérateurs position et impulsion {\displaystyle X} et {\displaystyle P}.